# Claire Delbos
Clara Delbos (París, 2 de novembre de 1906 - Alts del Sena, 22 d'abril de 1959) és una violinista i compositora francesa.

## Biografia
Nascuda a París, era filla de Victor Delbos, professor a la Sorbonne i d'una violinista i compositora experimentada. Encara que coneguda després del seu casament sota el nom de Claire o Claire-Louise, va ser batejada com a Louise Justine Delbos. Va ser alumna de la Schola Cantorum de París, a continuació va estudiar violí i composició al Conservatori de música i de declamació a París.
Es va casar amb Olivier Messiaen el juny de 1932. Durant aquest estiu els Messiaen es van traslladar a un pis al 77 del carrer des Plantes, sobre la Rive Gauche, a París. Aquest va ser el seu domicili durant els sis anys següents, així com el lloc de trobades musicals ocasionals entre amics i el lloc on van conèixer André Jolivet, per exemple. Delbos va compondre diverses obres per a orgue, entre les quals Paraphrase sur le jugement dernier i L'offrande à Marie.
Igual que el seu marit compongué un cert nombre d'obres dedicades a Claire Delbos –Tema i variacions per a violí i piano com a present de casament, Fantasia i Poemes per a Mi (el sobrenom afectuós donat per Messiaen a Claire Delbos) per a soprano i piano–, ella també va compondre per al seu marit. Així, va escriure diverses peces d’orgue i també va musicar diversos poemes escrits per Cecil Sauvage, la mare de Messiaenː L'Âme en Bourgeon.
L'any 1937 va néixer el seu fill Pascal i es traslladà amb la seva família al número 13 del carrer de la Ville du Danube. Cap a la fi de la Segona Guerra Mundial, Delbos es va sotmetre a una operació quirúrgica després de la qual va començar a sofrir pèrdues de memòria. Va entrar en un hospital psiquiàtric, on ja va romandre, amb una salut cada cop més fràgil, fins a la mort l'any 1959.

## Obres

### Cants per a veu i piano
- Primevère (1935) (cinc cants sobre poemes de Cécile Sauvage):
  - Le long de mes genoux
  - J'ai peur d'être laide
  - Mais je suis belle d'être aimée
  - Je suis née à l'amour
  - Dans ma robe à bouquets bleus

- L'âme en bourgeon (1937) (vuit cants sobre poemes de Cécile Sauvage sobre el naixement del seu fill Olivier):
  - Dors
  - Mon cœur revient à son printemps
  - Je suis là
  - Te voilà hors de l'alvéole
  - Je savais que ce serait toi
  - Maintenant il est né
  - Te voilà mon petit amant
  - Ai-je pu t'appeler de l'ombre
- Tres aspectes de la mort (tocat per primera vegada l'any 1947):
  - Sans espérance (Cécile Sauvage)
  - Lamentation et terreur (Llibre de Job)
- Vers elle, avec confiance (R. de Obaldia)

### Altres cants
- Salm 141, per a soprano, cor de dones, quatre ones Martenots i piano.

### Orgue
- Deux pièces (1935)
  - L'homme né de la femme vit peu de jours
  - La Vierge berce l'enfant
- Paraphrase sur le jugement dernier (1939)
- L'offrande à Marie (1943)
  - Voici la servante du Seigneur
  - Vierge digne de louanges
  - Mère des pauvres
  - Mère toute-joyeuse
  - Debout, la Mère des douleurs
  - Secours des Chrétiens, reine de la paix
- Parce, Domine 'Pardonnez, Seigneur, à votre peuple', pour le temps de Carême (1952)